# Yannick van de Velde
 (octobre 2018).
Si vous disposez d'ouvrages ou d'articles de référence ou si vous connaissez des sites web de qualité traitant du thème abordé ici, merci de compléter l'article en donnant les références utiles à sa vérifiabilité et en les liant à la section « Notes et références ».
 Yannick van de Velde, né le 15 août 1989 à Utrecht, est un acteur et doubleur néerlandais.

## Carrière
En 2003, Yannick Van de Velde est candidat pour un rôle dans le film Erik of het Kleine Insectenboek. S'il obtient le rôle d'un papillon, il choisit néanmoins de jouer le rôle de Remco van Leeuwen dans le film In Orange. Pour ce film, il remporte en 2005, le Young Artist Award dans la catégorie Meilleure performance dans un long métrage international.
En 2008, il est l'acteur principal dans De Brief voor de Koning, dans lequel il joue le jeune Tiuri. L'année suivante, il interprète le rôle principal de la série 2012 : Het jaar Nul.

### Formation et premiers rôles
C'est également en 2009 qu'il débute au Théâtre d'Amsterdam et à la Craft Academy d' Amsterdam.
En 2012, il crée avec son camarade de classe Tom van Kalmthout RUNDFUNK ? à l'école. Ce spectacle est sélectionné par le Festival international des écoles de théâtre d'Amsterdam en 2013, où il remporte un prix. La même année, les deux amis atteignent la finale du festival de cabaret Cameretten.
En 2012, il joue dans Three Sisters de Theu Boermans au Het Nationale Toneel de La Haye.
En 2013, il intègre la distribution de la série Sisters et interprète Rutger le Chasseur dans le long-métrage Hoe duur was de suiker, adapté du roman éponyme de Cynthia McLeod.
En 2015, il joue le rôle de Laurens Vogel dans la série Goedenavond Dames en Heren, dont son père, le réalisateur Jean Van de Velde, a écrit le scénario.

### Doubleur du jeune Edmund Pevensi dans Narnia
Yannick Van de Velde a doublé la voix d'Edmund Pevensie pour les versions hollandaises de Le Monde de Narnia : Le Lion, la Sorcière blanche et l'Armoire magique, Le Monde de Narnia : Le Prince Caspian et Le Monde de Narnia : L'Odyssée du Passeur d'Aurore.

## Vie privée
Il est le fils du réalisateur néerlandais Jean van de Velde.

## Filmographie

### Cinéma
- 1999 : Johnny ATB : Johnny
- 1999 : Kruimeltje de Maria Peters : Keesie
- 2004 : In Orange (nl) de Joram Lürsen : Remco van Leeuwen
- 2008 : Les Chevaliers du roi de Pieter Verhoeff : Tiuri
- 2013 : A perfect Man (en) de Kees Van Oostrum : Tristan
- 2014 : Aanmodderfakker de Michiel ten Horn : Walter
- 2016 : Fissa de Bobby Boermans : Max
- 2016 : Kamp Holland (nl) de Boris Paval Conen : Tim van Dongen
- 2016 : Adios Amigos (nl) de Albert Jan van Rees : Philip

### Séries et téléfilms
- 2021 : Undercover (Saison 3): Lars van Marken
- 2021 : Le Mauvais Camp: Lars van Marken
- 2023 : Le Mauvais Camp : la série: Lars van Marken